# Pont de Danhe
Le pont de Danhe (chinois simplifié : 丹河大桥 ; chinois traditionnel : 丹河大橋 ; pinyin : Dānhé dàqiáo) est un pont routier en maçonnerie situé dans la province de Shanxi en Chine. Avec une portée de 146 m, il s’agit du plus grand pont en maçonnerie du monde. Il a été mis en service en 2000,.

## Description
Le pont de Dahne est constitué d’un tablier en béton appuyé sur un arc principal en pierre. D’une longueur totale de 356 m, il comporte une arche principale de 146 m de portée encadrée par deux arcs de 30 mètres d’un côté et cinq arcs de 30 mètres également de l’autre.
Sa largeur est de 24 mètres.

## Pour approfondir